# Navilly
Navilly ist eine französische Gemeinde im Département Saône-et-Loire in der Region Bourgogne-Franche-Comté. Sie gehört zum Arrondissement Chalon-sur-Saône und zum Kanton Gergy. Der Ort hat 405 Einwohner (Stand 1. Januar 2022). Die Einwohner werden Navillois, resp. Navilloises genannt.

## Geografie
Die Gemeinde liegt im Nordosten des Arrondissements Chalon-sur-Saône und grenzt im Südosten an das Arrondissement Louhans. Die Gemeinde liegt in einer Schleife des Doubs. Die Guyotte, die von Süden her durch die Gemeinde fließt, mündet im Norden in den Doubs. An der südlichen Gemeindegrenze mündet der Ruisseau de Mervins in die Guyotte und von Norden her mündet kurz vor der Brücke von Navilly der Ruisseau la Sablonné.
Durch die Gemeinde führt von Südwesten nach Nordosten die Departementsstraße D673 von Sermesse her. Sie überquert den Doubs über die Brücke von Navilly um Clux-Villeneuve zu erreichen. Im südlichen Teil der Gemeinde verläuft die Departementsstraße D73, die Pontoux mit Pierre-de-Bresse verbindet. Die Siedlungen außerhalb des Bourg entstanden meist in der Nachbarschaft von Ziegeleien. Die Gemeinde ist sehr schwach bewaldet, lediglich in den Feuchtgebieten des Doubs finden sich kleinere Waldstücke. Zur Gemeinde gehören die folgenden Weiler und Fluren: Brejon, Chambelaine, Château, Es-Montots, Fourches, Leussu, Maison-Rouge, Mississipi, Muloz, Sables, Saint-Léger, Vallée.

### Klima
Das Klima in Navilly ist warm und gemäßigt. Es gibt das ganze Jahr über deutliche Niederschläge, selbst der trockenste Monat weist noch hohe Niederschlagsmengen auf. Die effektive Klimaklassifikation nach Köppen und Geiger ist Cfb. Die Temperatur liegt im Jahresdurchschnitt bei 11,0 °C. Innerhalb eines Jahres fallen 787 mm Niederschläge.
|                        | Jan  | Feb  | Mär  | Apr  | Mai  | Jun  | Jul  | Aug  | Sep  | Okt  | Nov | Dez |   |      |
| Mittl. Temperatur (°C) | 1,9  | 3,3  | 7,6  | 10,8 | 14,6 | 18,0 | 20,0 | 19,5 | 16,4 | 11,3 | 6,3 | 2,6 | ⌀ | 11,1 |
| Mittl. Tagesmax. (°C)  | 4,8  | 6,9  | 12,5 | 16,0 | 20,1 | 23,4 | 25,6 | 25,1 | 21,6 | 15,6 | 9,5 | 5,2 | ⌀ | 15,6 |
| Mittl. Tagesmin. (°C)  | −1,0 | −0,2 | 2,7  | 5,6  | 9,1  | 12,6 | 14,4 | 13,9 | 11,3 | 7,0  | 3,2 | 0,1 | ⌀ | 6,6  |
|                        |      |      |      |      |      |      |      |      |      |      |     |     |   |      |
| Niederschlag (mm)      | 61   | 57   | 54   | 55   | 77   | 74   | 57   | 76   | 75   | 63   | 74  | 64  | Σ | 787  |

| −1,0 |

| −0,2 |

| 2,7 |

| 5,6 |

| 9,1 |

| 12,6 |

| 14,4 |

| 13,9 |

| 11,3 |

| 7,0 |

| 3,2 |

| 0,1 |

| −1,0 |

| −0,2 |

| 2,7 |

| 5,6 |

| 9,1 |

| 12,6 |

| 14,4 |

| 13,9 |

| 11,3 |

| 7,0 |

| 3,2 |

| 0,1 |

## Toponymie
Die erste Erwähnung geht zurück auf 1030 Ansedeus de Naviliaco unterzeichnet eine Urkunde. 1073 wird die Kirche von Navilly erwähnt als Ecclesia Naviliensis Castri während schon 1090 die Ecclesia de Naviliaco Villa, also die Kirche bei Les Montots genannt wird. Der Name dürfte mit navis (lat. Schiff) zusammenhängen. Damit dürfte belegt sein, dass der Doubs bereits zu gallorömischer Zeit schiffbar war.

## Geschichte
Die Gemeinde bestand eigentlich aus zwei Teilen, einerseits Navilly-le-Château, der nördliche Teil mit der Burg und der Kirche, die Mariä Himmelfahrt geweiht ist. Daneben bestand Navilly-la-Ville mit der Kirche, die Saint-Léger geweiht war und heute vollständig zerstört ist.
Zu Beginn des 11. Jahrhunderts war Navilly Sitz der Familie Milonides, der Graf Otto Wilhelm entstammte. 1434 erhielten Navilly-le-Château und Navilly-la-Ville, zwei getrennte Siedlungsgebiete, Freibriefe von Isabel von Portugal, der Herzogin von Burgund. 1461 besaß Jean Constain, der Kellermeister des Herzogs von Burgund, Navilly zu Lehen, 1476 Jean de Rupt, der auch Herr über Louhans war und 1490 der Marquis de Rothelin. Damals bestand über den Doubs ein Fährbetrieb, der jedoch bei Hochwasser gefährlich war. Les Montots, ein Weiler auf einer Anhöhe über der Guyotte, war eine eigene Herrschaft. 1636 wurde Navilly durch die Truppen von Gallas geplündert. Im 18. Jahrhundert bestand noch ein ansehnlicher Weinberg, wo ein ordentlicher Rotwein wuchs, er verschwand zu Beginn des 20. Jahrhunderts. Die Gemeinde war lange Zeit ein Wirtschafts- und Handwerkszentrum, besaß eine Käserei, Mühlen und Ziegeleien. Die letzte Schiffmühle wurde 1915 demontiert. Der Mühlenbetrieb Pagot wurde 1909 gegründet und bestand bis 1967. 1922 wurden Häuser für die Arbeiter der Ziegeleien erbaut. Nach einer Feuersbrunst 1969 wurde die Ziegelei Navilly 1972 endgültig geschlossen. Die Eisenbahnlinie Chalon-sur-Saône – Dole führte durch Navilly, 1954 wurde der Personenverkehr eingestellt und der Bahnhof geschlossen, bis er 1997 abgebrochen wurde. Im 20. Jahrhundert ging die Bevölkerung markant zurück, 1997 wurden deshalb Sozialwohnungen errichtet, heute ist wieder ein leichter Anstieg zu verzeichnen.
1789 wurde die Brücke über die Guyotte erbaut, 1790 die Brücke von Navilly. Beide Brücken entstanden unter dem Architekten Pierre-Jean Guillemot.
Als sich Frankreich im Zweiten Weltkrieg unter deutscher Besatzung befand, gründete der 1899 in Bellac geborene Immobilienagent und ehemalige Kriegsgefangene Paul Mouret die lokale Widerstandsgruppe der Résistance. Sie organisierte Fluchtwege für Verfolgte, führte Sabotage an der von den Deutschen benutzten Bahninfrastruktur durch und leitete die Waffen weiter, die ihr aus Flugzeugen per Fallschirm abgeworfen wurden.

## Bevölkerungsentwicklung
| Jahr      | 1962 | 1968 | 1975 | 1982 | 1990 | 1999 | 2009 | 2018 |
| Einwohner | 576  | 561  | 481  | 408  | 360  | 414  | 417  | 417  |
| Quelle:   |      |      |      |      |      |      |      |      |

## Wirtschaft und Infrastruktur

### Zahl und Art von Betrieben und Ladengeschäften
In der Gemeinde bestehen nebst Mairie und Kirche 7 Landwirtschafts- und 15 sonstige Betriebe

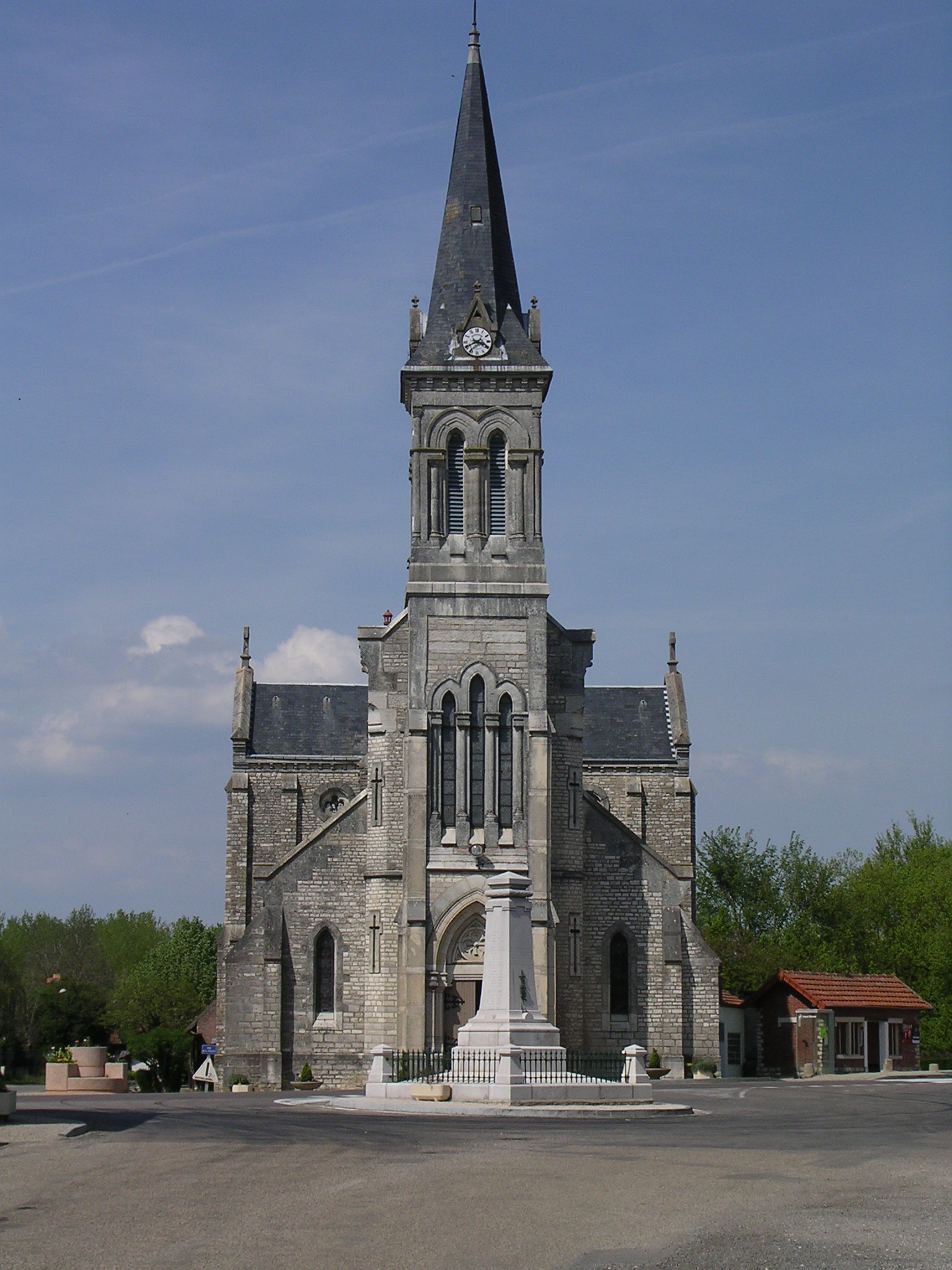
Kirche von Navilly

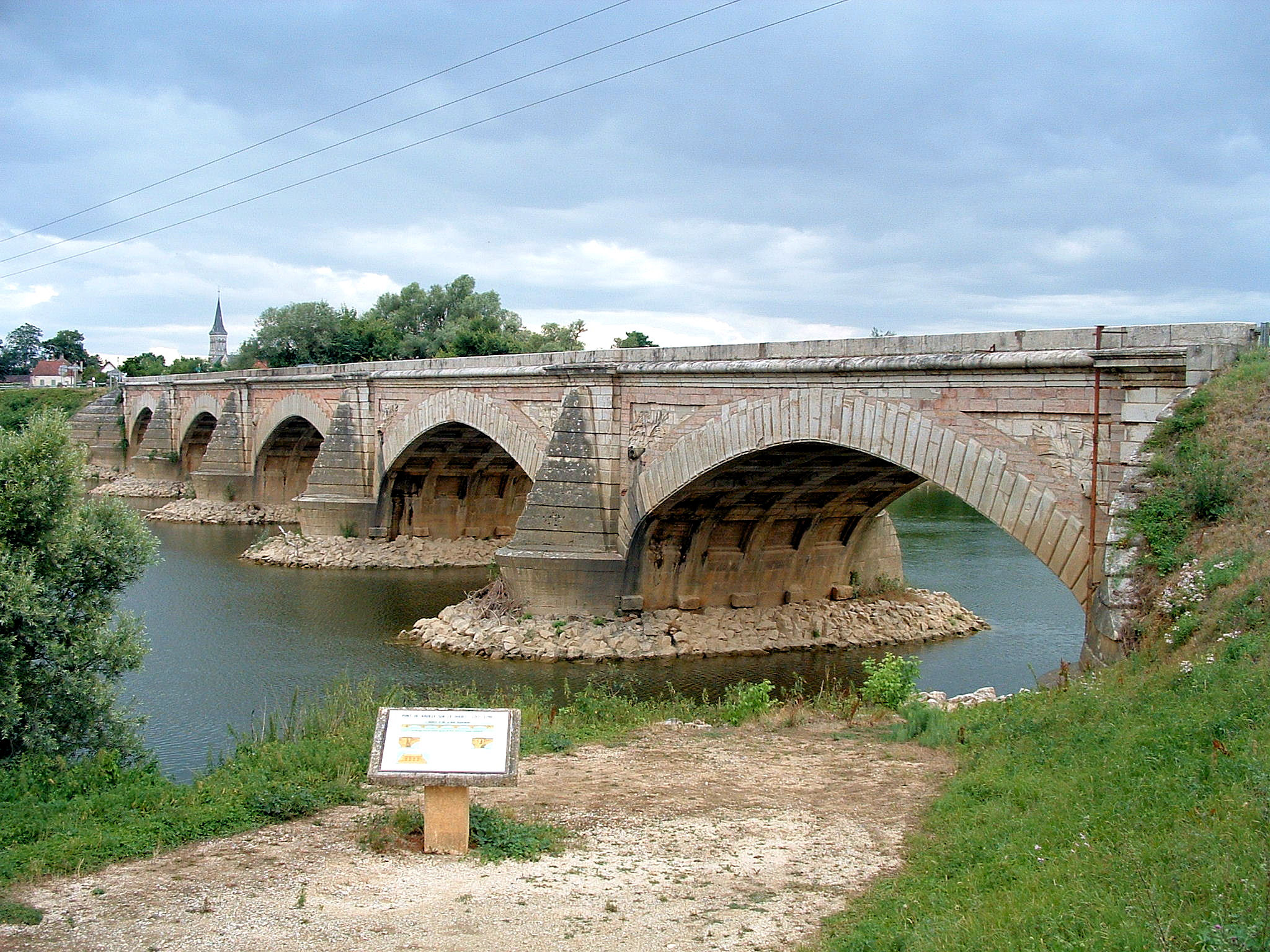
Brücke über den Doubs, Blick flussabwärts

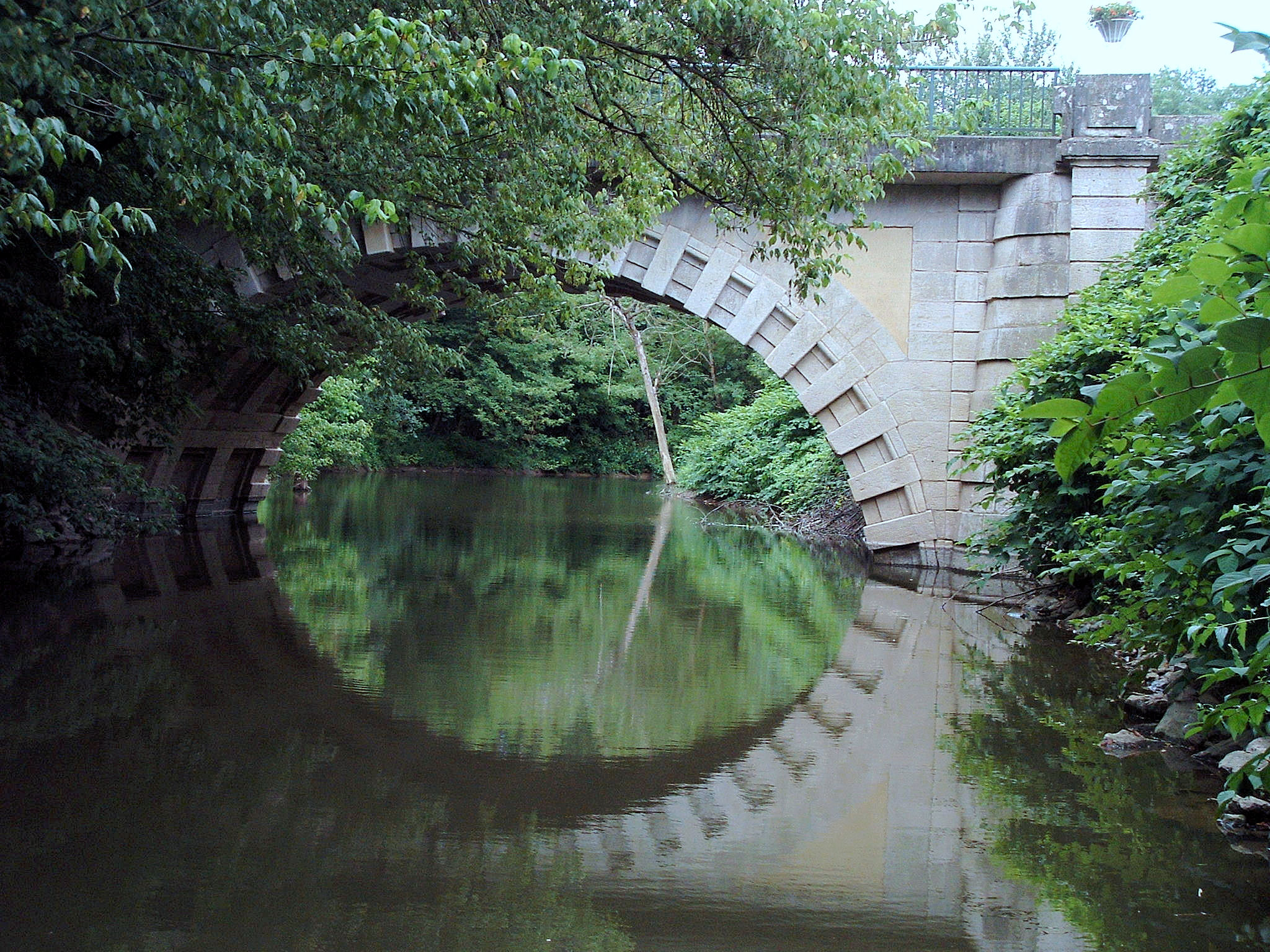
Brücke über die Guyotte, Blick flussabwärts

| Betriebsbereich                        | Anzahl | davon | davon |
| -------------------------------------- | ------ | ----- | ----- |
| Landwirtschaft                         | 7      |       |       |
| Ackerbau und Forstwirtschaft           |        | 4     |       |
| Getreide Hülsen-Ölfrüchte              |        |       | 2     |
| Waldwirtschaft                         |        |       | 1     |
| Dienste für Landwirtschaft + Gartenbau |        |       | 1     |
| Zucht- und Fischereibetriebe           |        | 2     |       |
| Imkerei                                |        |       | 1     |
| Pelztierzucht                          |        |       | 1     |
| Haus- und Zootiere                     |        |       | 1     |
| Nahrungsmittelherstellung              |        | 1     |       |
| Confiserie, Kakao, Schokolade          |        |       | 1     |

| Branche                                | Anzahl |
| -------------------------------------- | ------ |
| Bergbau Energie Wasser Abfall          | 1      |
| Geräte- und Maschinenbau, IT           | 1      |
| Herstellung and. Industrieproduklte    | 3      |
| Bauhandwerk                            | 1      |
| Handel + Reparatur von Motorfahrzeugen | 7      |
| sonstige Dienstleistungen              | 2      |

| Art des Ladens | Anzahl |
| -------------- | ------ |
| Bäckerei       | 1      |

### Geschützte Produkte in der Gemeinde
Als AOC-Produkt ist in Navilly Volaille de Bresse und Dinde de Bresse zugelassen.

### Bildungseinrichtungen
In der Gemeinde besteht eine École élémentaire, die der Académie de Dijon untersteht und von 54 Kindern besucht wird. Für die Schule gilt der Ferienplan der Zone A.